# Средно училище „Свети Климент Охридски“ (Ловеч)
Средно училище „Свети Климент Охридски“ (Ловеч) е средно училище в Ловеч, основано през 1893 година. В него се обучават ученици от първи до дванадесети клас.

## История
Училището е открито през 1893 г. като основно училище. Статут на гимназия придобива през 1912 г. с разкриването на Държавна девическа гимназия. От 1913 до 1933 г. е Държавно девическо педагогическо училище. През 1920 г. за нуждите на училището е отчуждена сграда на Христо Никифоров, състояща се от 8 стаи и двор.
Последователно се преобразува в Средно реално училище (1933 – 1934), Смесена гимназия (1934 – 1942), Народна мъжка гимназия (1942 – 1951) и Пълно средно смесено училище (1951 – 1959). След образователната реформа на Народното образование е Средно политехническо училище (1959 – 1981) и Единно средно политехническо училище (1981 – 1991). Преобразува се в Средно общообразователно училище (1991) и Средно училище
(2016).
Училището последователно приема за патрони: Княз Борис Търновски (1901), Цар Борис III (1927), Христо Кърпачев (1946) и Свети Климент Охридски (1992). 

## Настояще
Днес в училището се обучават ученици от I до XII клас. В него функционират:
- Начален етап I-IV клас
- Прогимназиален етап V-VII клас
- Гимназиален етап VIII-XII клас
- Училищен музей
- Училищна библиотека
- Ученически стол
- Духов оркестър и мажоретен състав
- Три компютърни кабинета
- Кабинет по Физика
- Кабинет по Биология
- Кабинет по Химия
- Здравен пункт
- Зъболекарски кабинет
- Логопедичен кабинет

Приемът на ученици е от живущите деца в Община Ловеч. За живущите в селища на общината извън чертите на града е осигурено безплатно ползване на обществен транспорт. Учениците на училището се дипломират успешно в края на всички училищни етапи и кандитадстват за прием в по-горна образователна степен. Успешно издържат задължителните матури в края на XII клас.
През 2009 – 2010 г. училището е обновено с финансовата подкрепа на Оперативна програма „Регионално развитие 2007 – 2013“. Съфинансирана от Европейския съюз чрез Европейския фонд за регионално развитие. Училищния бюджет се формира в системата на делегираните бюджети на Община Ловеч.